# Mircea Oprea
Mircea Oprea (sinh ngày 20 tháng 4 năm 1980 ở Sibiu) là một cầu thủ bóng đá người România thi đấu cho Unirea Alba Iulia.